# Norman Cherkavsky
Norman Cherkavsky, znany, jako DJ Norman (ur. 23 grudnia 1982 w Kijowie zm. 15 września 2016 tamże) – ukraiński muzyk, grający muzykę elektroniczną, inspirowaną zespołem Kraftwerk. Jego ostatnim znanym utworem jest "World War II". Otrzymał nagrodę "New Electro Award", jako startujący muzyk.

## Albumy studyjne
| Rok  | Tytuł                          |
| ---- | ------------------------------ |
| 2016 | Roment - Data: 1 stycznia 2016 |

## Single
| Rok  | Tytuł                                  |
| ---- | -------------------------------------- |
| 2015 | Elementary School - Data: 19 maja 2015 |
| 2015 | Shit - Data: 20 maja 2015              |